# Teehan+LaX
Teehan+LaX est une agence canadienne créée par Geoff Teehan et Jon Lax en 2002, basée à Toronto et spécialisée dans le design interactif.

## Reconnaissances
Geoff Teehan est un designer qui a été maintes fois primé (Cannes Lions, ADDY awards, CMA awards, WebAwards).
Et en 2002, Jon Lax a été nommée l'une des «30 personnes de la prochaine Generation Marketing à surveiller» par le magazine Marketing.

## Google Street Viewenart ASCII
La prouesse technique de Teehan + LaX qui a défrayé la chronique est d'avoir conçu un système qui permette de transformer les images de Google Street View en art ASCII. Ceci a été rendu possible grâce à WebGL et Three.js et a été publié dans la presse en août 2012.